# Julien Fraipont
Julien Fraipont , né à Liège le 17 août 1857 et mort dans la même ville le 22 mars 1910, est un zoologue, paléontologue et anthropologue belge.
Il a fouillé de nombreuses grottes, dont la grotte Lyell à Engihoul, dont il extrait des ossements d’animaux et des haches en silex, et celle de Spy où il découvre, avec l’archéologue Marcel De Puydt et le géologue Max Lohest trois squelettes néandertaliens.
Il a été recteur de l'université de Liège. Il est le père de Charles Fraipont.

## Biographie
Après ses études secondaires, tout en travaillant dans la banque de son père, il suit les cours de zoologie dispensés à l’université de Liège par Édouard Van Beneden dont il va devenir l’un des disciples, puis passe le doctorat en sciences naturelles.
Il est chargé du cours de paléontologie en 1884, de géographie animale et de zoologie systématique en 1885. L’année suivante, il est nommé professeur extraordinaire ; il est promu à l’ordinariat en 1889 et devient recteur de l’université de Liège en 1909.

## Travaux
En zoologie, Fraipont s’est particulièrement attaché à la systématique et à la morphologie de divers groupes animaux dont particulièrement les Archiannélides.
En paléontologie, Fraipont s’est intéressé à partir de 1883-1884 aux invertébrés et aux poissons fossiles de Wallonie.
Intéressé aussi par l’archéologie préhistorique, il fouille de nombreuses grottes, y découvrant de nombreux niveaux archéologiques.
Son étude des squelettes trouvés à Spy obtient un fort retentissement à l’étranger.

## Reconnaissance
- 1888, médaille Broca décernée par la Société d'Anthropologie de Paris ;
- 1890, élection comme membre étranger de l'Académie impériale allemande Césarine-LéopoIdine-Caroline de Halle ;
- 1895, nomination comme membre étranger de la Société impériale des naturalistes de Moscou ;
- 1895, nomination comme membre correspondant de la Classe des Sciences par l'Académie royale de Belgique.
- 1927, Une espèce minérale lui est dédiée par le minéralogiste Giuseppe Raimondo de Cesàro : la fraipontite.

## Œuvres
- « Nouvelle exploration des cavernes d’Engis » dans Annales de la Société géologique de Belgique, 1885 ;
- Julien Fraipont et Max Lohest, « La Race humaine de Neanderthal ou de Canstadt en Belgique » dans Archives de biologie, Ghent, 1887 ;
- « La race humaine de Néanderthal ou de Canstadt en Belgique. Recherches ethnographiques sur des ossements humains découverts dans des dépôts quaternaires d'une grotte à Spy et détermination de leur âge géologique » dans Archives de Biologie, t. VII, p. 587-757.
- « Les Origines des Wallons et des Flamands », L’Annuaire de la Société Liégeoise de Littérature wallonne, Liège, Charles Desoer,‎ 1896 (lire en ligne)